# Каскади (планинска верига)
Вижте пояснителната страница за други значения на Каскада.
Каскадните планини или само Каскади (на английски: Cascade Range) е мощна планинска верига в Западния пояс на Северноамериканските Кордилери. Разположени са в северозападната част на САЩ (92%), в щатите Вашингтон (45%), Орегон (35%) и Калифорния (12%) и Канада (8%) в провинция Британска Колумбия. Дължината им от север на юг е 1167 km, ширина до 312 km, площ 151 508 km..

## Название
Названието на планините произхожда от изобилието от стъпаловидни водопади (каскади) по реките Колумбия, Фрейзър, Кламат и др., прорязващи склоновете на планините.

## Геоложки строеж, релеф, полезни изкопаеми
Основата на Каскадните планини е образувана от кристалинни скали през мезозоя, които през палеогена и неогена са препокрити от мощни седименти и лави. Делят се на 4 основни дяла от север на юг:
- Северни Каскади – вулкана Бейкър (3286 m);
- Южни Вашингтонски Каскади – вулкана Рейниър (4392 m);[3]
- Орегонски Каскади – вулкана Худ (3426 m);
- Калифорнийски Каскади – вулкана Шаста (4317 m).

Над повърхността на това силно разчленено вулканично плато (със средна надморска височина 1800 – 2500 m) се издигат изолирани вулканични конуси. Повечето от вулканите са изгаснали, но има и няколко действащи. Техните склонове се изпъстрени с многочислени фумароли и горещи термални извори. В края на 19-и и началото на 20-и век най-голяма активност са проявявали вулканите Рейниър, Ласен Пик, Сейнт Хелън. Най-високите части на вулканските конуси са покрити с обширни снежни шапки и ледници. В Каскадните планини се разработват находища на мед и злато.

## Растителност, национални паркове
По влажните западни склонове на каскадните планини са развити тъми иглолистни гори, а по сухите източни – борови гори. Над 2800 – 3000 m горите се сменят със субалпийски и алпийски пасища. В планините са създадени националните паркове „Крейтър Лейк“, „Маунт Рейниър“, „Ласен Вулканик“.